# Dmitri Alexejewitsch Obuchow
Dmitri Alexejewitsch Obuchow (russisch Дмитрий Алексеевич Обухов; * 9. Juli 1983 in Kasan, Russische SFSR) ist ein russischer Eishockeyspieler, der zuletzt bei Ak Bars Kasan in der Kontinentalen Hockey-Liga unter Vertrag stand.

## Karriere
Dmitri Obuchow begann seine Karriere als Eishockeyspieler in der Jugend von Ak Bars Kasan, für deren zweite Mannschaft er in der Saison 2002/03 in der drittklassigen Perwaja Liga aktiv war. Anschließend spielte der Angreifer ein Jahr lang für Neftjanik Almetjewsk in der zweitklassigen Wysschaja Liga, ehe er in der Saison 2004/05 für den HK Spartak Moskau und Neftechimik Nischnekamsk in der russischen Superliga sowie erneut für Neftjanik Almetjewsk in der Wysschaja Liga auf dem Eis stand. Im Sommer 2005 kehrte Obuchow zu Ak Bars Kasan zurück, mit dem er anschließend in der Saison 2005/06 erstmals Russischer Meister wurde. In der folgenden Spielzeit erreichte er mit seiner Mannschaft erneut das Meisterschaftsfinale, in dem man jedoch dem HK Metallurg Magnitogorsk unterlag. Zudem gewann Obuchow mit Kasan nach einem 6:0-Finalerfolg über HPK Hämeenlinna aus der finnischen SM-liiga den IIHF European Champions Cup.
Zur Saison 2008/09 kehrte Obuchow zunächst zu Neftechimik Nischnekamsk aus der neu gegründeten Kontinentalen Hockey-Liga zurück. Nach acht Spielen schloss er sich jedoch erneut Ak Bars Kasan an und gewann mit der Mannschaft am Ende der Spielzeit sowie in der Saison 2009/10 jeweils den Gagarin Cup, den Meistertitel der KHL. Nachdem er auch die Saison 2011/12 in Kasan begonnen hatte, wurde er im Oktober 2011 im Tausch gegen Jewgeni Lapenkow erneut zu Neftechimik Nischnekamsk transferiert. Nach je zwei Toren und zwei Vorlagen in 14 Spielen schloss er sich Ende Dezember 2011 wiederum dem HK Metallurg Magnitogorsk an.
Im Mai 2012 kehrte er zu Ak Bars Kasan zurück. In den Spielzeiten 2017/18 und 2018/19 wurde er mehrheitlich bei Bars Kasan in der zweiten Spielklasse eingesetzt, ehe er im Januar 2019 einen Probevertrag beim HK Dukla Trenčín unterschrieb.

## Erfolge und Auszeichnungen
- 2006 Russischer Meister mit Ak Bars Kasan
- 2007 IIHF-European-Champions-Cup-Gewinn mit Ak Bars Kasan
- 2007 Russischer Vizemeister mit Ak Bars Kasan
- 2009 Gagarin-Pokal-Gewinn mit Ak Bars Kasan
- 2010 Gagarin-Pokal-Gewinn mit Ak Bars Kasan

## KHL-Statistik
(Stand: Ende der Saison 2018/19)